# Estadio Swangard
El estadio Swangard es un estadio multiusos ubicado en el Central Park de Burnaby, Columbia Británica (Canadá). Este escenario es principalmente destinado a la práctica de fútbol, fútbol americano y atletismo. En el estadio juega sus partidos de local el equipo de fútbol Vancouver Whitecaps del Campeonato Canadiense de Fútbol y el equipo de atletismo de la Universidad Simon Fraser. Fue inaugurado el 26 de abril de 1969 y tiene una capacidad de 5.288 espectadores.
La capacidad del estadio fue provisionalmente incrementada a unos 10 000 espectadores para la realización de la Copa Mundial de Fútbol Sub-20 de 2007.
Aparte del mundial sub-20 de 2007, el estadio ha albergado partidos internacionales de la Selección de fútbol de Canadá y siete partidos de la Copa Mundial Femenina de Fútbol Sub-19 de 2002.
Al anunciado ingreso de Vancouver Whitecaps a la Major League Soccer a partir de 2011, el equipo jugará sus partidos de local en el Estadio Empire y en el Estadio BC Place.